# Deborah Nunes
Deborah Hannah Pontes Nunes (nacida el 14 de marzo de 1993) es una jugadora de balonmano brasileña que juega de central. Actualmente defiende al club HC Astrakhanochka de Rusia. Formó parte de la delegación nacional que compitió en el Campeonato Mundial de 2013. Se convirtió en campeona mundial luego de que Brasil derrotara a Serbia en la final del torneo.

## Carrera
Deborah empezó a jugar en el Clube Português do Recife - Pernambuco hasta 2011. Al año siguiente, vistió la camiseta del Metodista/São Bernardo, de São Paulo. En 2012, el central fue campeón de São Paulo y campeón de la Liga Nacional. En 2013, el equipo ABC perdió el título de la Liga Nacional ante la UNC/Concordia, pero Hannah fue nombrada la mejor jugadora del campeonato.
Fue convocada a la selección juvenil antes de incorporarse a la principal selección brasileña. En 2010 fue campeona del Campeonato Panamericano Juvenil. También fue campeón del Campeonato Panamericano Junior en 2012, lo que aseguró un lugar en el Campeonato Mundial de la categoría en la que la selección ocupó el duodécimo lugar. En 2013 fue convocada para competir en el Campeonato Panamericano de República Dominicana, Brasil terminó siendo campeón del torneo. En el mismo año, fue campeón de la Provident Cup en Hungría. Aún en 2013, fue convocada para competir en el Campeonato Mundial de Balonmano Femenino de 2013 en Serbia. En la final, Hannah anotó dos goles que ayudaron a la selección brasileña a ganar el partido por 22 a 20, ganando el título mundial sin precedentes. En 2014 ganó los Juegos Sudamericanos en Chile.